# Wotansvolk
Wotansvolk (în română Poporul lui Odin) este o formă de neopăgânism asociat mișcării neovölkisch și naționalismului alb creat la începutul anilor 1990 de Ron McVan, Katja Lane și David Lane. Acesta din urmă era în perioada respectivă în închisoare ca urmare a asasinării lui Alan Berg⁠(d). După înființarea editurii 14 Words Press de Lane și soția sa Katja, McVan s-a alăturat acestora în 1995 și au înființat împreună Templul lui Odin. 14 Words Press - Wotansvolk a publicat câteva lucrări pe subiectul practicării wotanismului înainte de desființare la începutul anilor 2000.

## Istoric
Wotansvolk a apărut după publicarea de către Lane a unui articol în 1995 intitulat „Wotan's Folk”. Wotan este numele germanic al lui Odin, o figură centrală a mitologiei nordice și a altor mitologii germanice⁠(d). Lane publica materiale supremațiste și neopăgâne prin intermediul 14 Word Press împreună cu soția sa și Ron McVan, un artist care a devenit implicat în mișcarea separatismului alb din anii 1970 după ce a citit lucrările lui Ben Klassen. Situat în munții din preajma St. Maries, Idaho, Wotansvolk a devenit în scurt timp „un centru de propagandă care își răspândește mesajul pe teritoriul Statelor Unite și în străinătate”.
Înființat la începutul epocii internetului, grupul a construit un site în 1995 și a obținut domeniul „14words.com” în 1997. În 2001, un chat a fost creat pentru a ține legătura cu celelalte mișcări supremațiste din lume. Primul grup european a fost fondat în vara anului 1996 în Londra. Conform lui Mattias Gardell, Wotansvolk este mai degrabă un centru de propagandă decât o organizație. Scopul centrul era să contribuie la răspândirea materialelor cu ajutorul susținătorilor din diverse părți ale lumii. Materialele Wotansvolk au influențat o serie de formații neonaziste sau rac precum Darken sau Dissident.

## Convingeri
Wotansvolk reprezintă o combinație de idei specifice separatismului alb, psihologiei jungiene, mișcării völkisch și nazismului ocult. Mai mult, Lane a fost un susținător al teoriei conform căreia există un guvern sionist la putere: „guvernul Statelor Unite este controlat de inamici rasiali care vor cu ajutorul forțelor militare să impună o dictatură evreiască globală”. Convins că omul alb este pe cale de dispariție, Lane a inventat sloganul „14 Cuvinte” în cadrul unei întâlniri cu supremaciștii. Grupul glorifică versiunea mitologizată a epocii vikingilor, iar adepții religiei sunt puternic influențați de lucrările lui Guido von List și Friedrich Nietzsche.